# 宜都单极虫
宜都单极虫（学名：Thelohanellus yiduensis）为单极科单极虫属的动物。在中国，分布于广东、湖北等，营寄生生活，寄生在斑鳢、杂交鲤（镜鲤X红鲤）、中华鲟的鳃、体表。